# Fallou Diagne
Serigne Fallou Diagne (sinh ngày 14 tháng 8 năm 1989 tại Dakar) là một cầu thủ bóng đá người Sénégal hiện đang chơi ở vị trí trung vệ cho câu lạc bộ Metz theo dạng cho mượn từ Werder Bremen.

## Sự nghiệp
Diagne bắt đầu sự nghiệp bóng đá tại Dakar và thi đấu cho câu lạc bộ FC Metz vào tháng 1 năm 2007.
Vào cuối tháng 8 năm 2014, Dagne gia nhập câu lạc bộ Stade Rennes F.C. từ Freiburg với mức phí €1.500.000 với hợp đồng thi đấu cho thời hạn ba năm.
Vào đầu tháng 7 năm 2016, Diagne ký hợp đồng chuyển tới thi đấu tại câu lạc bộ Werder Bremen với mức phí khoảng €1.5-2.000.000

## Sự nghiệp quốc tế
Diagne lần đầu tiên thi đấu cho đội tuyển quốc gia Sénégal trong trận giao hữu với Rwanda (2-0) ngày 28 tháng 5 năm 2016.

## Thống kê sự nghiệp

### Câu lạc bộ
Tính đến 17 tháng 2 năm 2018.
| Câu lạc bộ          | Mùa giải            | Giải đấu             | Giải đấu | Giải đấu | Cúp quốc gia | Cúp quốc gia | Cúp Liên đoàn | Cúp Liên đoàn | Châu Âu | Châu Âu | Khác | Khác | Tổng cộng | Tổng cộng |
| Câu lạc bộ          | Mùa giải            | Hạng                 | Trận     | Bàn      | Trận         | Bàn          | Trận          | Bàn           | Trận    | Bàn     | Trận | Bàn  | Trận      | Bàn       |
| ------------------- | ------------------- | -------------------- | -------- | -------- | ------------ | ------------ | ------------- | ------------- | ------- | ------- | ---- | ---- | --------- | --------- |
| Metz                | 2008–09             | Ligue 2              | 6        | 0        | 0            | 0            | 0             | 0             | —       | —       | 0    | 0    | 6         | 0         |
| Metz                | 2009–10             | Ligue 2              | 8        | 0        | 0            | 0            | 2             | 0             | —       | —       | 0    | 0    | 10        | 0         |
| Metz                | 2010–11             | Ligue 2              | 31       | 1        | 4            | 1            | 1             | 0             | —       | —       | 0    | 0    | 36        | 2         |
| Metz                | 2011–12             | Ligue 2              | 13       | 2        | 1            | 1            | 1             | 0             | —       | —       | 0    | 0    | 15        | 3         |
| Metz                | Tổng cộng           | Tổng cộng            | 58       | 3        | 5            | 2            | 4             | 0             | —       | —       | 0    | 0    | 67        | 5         |
| Metz II             | 2010–11             | CFA                  | 2        | 0        | 0            | 0            | 0             | 0             | —       | —       | 0    | 0    | 2         | 0         |
| Metz II             | Tổng cộng           | Tổng cộng            | 2        | 0        | 0            | 0            | 0             | 0             | —       | —       | 0    | 0    | 2         | 0         |
| SC Freiburg         | 2011–12             | Bundesliga           | 15       | 1        | 0            | 0            | 0             | 0             | —       | —       | 0    | 0    | 15        | 1         |
| SC Freiburg         | 2012–13             | Bundesliga           | 30       | 1        | 4            | 0            | 0             | 0             | —       | —       | 0    | 0    | 34        | 1         |
| SC Freiburg         | 2013–14             | Bundesliga           | 12       | 0        | 1            | 0            | 0             | 0             | 3       | 0       | 0    | 0    | 16        | 0         |
| SC Freiburg         | 2014–15             | Bundesliga           | 0        | 0        | 0            | 0            | 0             | 0             | —       | —       | 0    | 0    | 0         | 0         |
| SC Freiburg         | Tổng cộng           | Tổng cộng            | 57       | 2        | 5            | 0            | 0             | 0             | 3       | 0       | 0    | 0    | 65        | 2         |
| SC Freiburg II      | 2013–14             | Regionalliga Südwest | 1        | 1        | 0            | 0            | 0             | 0             | —       | —       | 0    | 0    | 1         | 1         |
| SC Freiburg II      | Tổng cộng           | Tổng cộng            | 1        | 1        | 0            | 0            | 0             | 0             | —       | —       | 0    | 0    | 1         | 1         |
| Rennes              | 2014–15             | Ligue 1              | 15       | 0        | 2            | 0            | 1             | 0             | —       | —       | 0    | 0    | 18        | 0         |
| Rennes              | 2015–16             | Ligue 1              | 22       | 5        | 1            | 0            | 1             | 1             | —       | —       | 0    | 0    | 24        | 6         |
| Rennes              | Tổng cộng           | Tổng cộng            | 37       | 5        | 3            | 0            | 2             | 1             | —       | —       | 0    | 0    | 42        | 6         |
| Rennes II           | 2014–15             | CFA 2                | 1        | 0        | 0            | 0            | 0             | 0             | —       | —       | 0    | 0    | 1         | 0         |
| Rennes II           | Tổng cộng           | Tổng cộng            | 1        | 0        | 0            | 0            | 0             | 0             | —       | —       | 0    | 0    | 1         | 0         |
| Werder Bremen       | 2016–17             | Bundesliga           | 2        | 0        | 0            | 0            | 0             | 0             | —       | —       | 0    | 0    | 2         | 0         |
| Werder Bremen       | Tổng cộng           | Tổng cộng            | 2        | 0        | 0            | 0            | 0             | 0             | —       | —       | 0    | 0    | 2         | 0         |
| Werder Bremen II    | 2016–17             | 3. Liga              | 3        | 0        | 0            | 0            | 0             | 0             | —       | —       | 0    | 0    | 3         | 0         |
| Werder Bremen II    | Tổng cộng           | Tổng cộng            | 3        | 0        | 0            | 0            | 0             | 0             | —       | —       | 0    | 0    | 3         | 0         |
| Metz (mượn)         | 2016–17             | Ligue 1              | 12       | 0        | 0            | 0            | 0             | 0             | —       | —       | 0    | 0    | 12        | 0         |
| Metz (mượn)         | 2017–18             | Ligue 1              | 20       | 1        | 1            | 0            | 0             | 0             | —       | —       | 0    | 0    | 21        | 1         |
| Metz (mượn)         | Tổng cộng           | Tổng cộng            | 32       | 1        | 1            | 0            | 0             | 0             | —       | —       | 0    | 0    | 32        | 1         |
| Tổng cộng sự nghiệp | Tổng cộng sự nghiệp | Tổng cộng sự nghiệp  | 193      | 12       | 14           | 2            | 9             | 1             | 3       | 0       | 0    | 0    | 219       | 15        |

### Quốc tế
Tính đến 27 tháng 3 năm 2018.
| Đội tuyển quốc gia | Năm       | Trận | Bàn |
| ------------------ | --------- | ---- | --- |
| Sénégal            | 2016      | 1    | 0   |
| Sénégal            | 2017      | 2    | 0   |
| Sénégal            | 2018      | 1    | 0   |
| Tổng cộng          | Tổng cộng | 4    | 0   |

## Liên kết
- Diagné Fallou at kicker.de (tiếng Đức)